# Караагаш (Каркаралінський район)
Караага́ш (каз. Қараағаш) — село у складі Каркаралінського району Карагандинської області Казахстану. Входить до складу Теміршинського сільського округу.
Станом на 1989 рік село називалось Карагаш.

## Населення
Населення — 212 осіб (2021; 375 у 2009, 363 у 1999, 411 у 1989).
Національний склад станом на 1989 рік:
- казахи — 100 %.